# Olsenbandens aller siste kupp
Olsenbandens aller siste kupp er en norsk film fra 1982. Den havde premiere den 17. september 1982 og er instrueret af Knut Bohwim. Filmen er den tolvte i den norske udgave af Olsenbanden-serie.

## Handling
Olsenbanden bliver indblandet i våbenhandel til en milliard kroner. I god gammeldags stil planlægger de deres aller sidste kup. Valborg får endelig lov til at være med. Hun bliver udsat for det som Kjell kalder "kvinde-skøre mandfolk – og det som er værre". Blandt andet den liderlige rengøringsinspektør med sans for den modne type. Hallandsen og Bang Johansen må gå til de værste metoder for at slippe af med Olsenbanden.

## Om filmen
- Denne film er baseret på 2 danske film: Olsen-bandens flugt over plankeværket & Olsen-banden over alle bjerge.

## Medvirkende
| Rolle                             | Skuespiller            |
| --------------------------------- | ---------------------- |
| Egon Olsen                        | Arve Opsahl            |
| Kjell Jensen                      | Carsten Byhring        |
| Benny Fransen                     | Sverre Holm            |
| Valborg Jensen                    | Aud Schønemann         |
| Hallandsen                        | Ivar Nørve             |
| Bang-Johannessen                  | Alf Nordvang           |
| Biffen                            | Ove Verner Hansen      |
| Kriminalassistent Hermannsen      | Sverre Wilberg         |
| Førstebetjent Holm                | Øivind Blunck          |
| Adonisen                          | Rolv Wesenlund         |
| Taxachauffør                      | Harald Heide-Steen Jr. |
| Kristofferssen                    | Geir Børresen          |
| Kongen/Vagt for Bang-Johannessen  | Henki Kolstad          |
| Knekten/Vagt for Bang-Johannessen | Frank Robert           |
| Jenny/Vagt for Bang-Johannessen   | Wenche Steen           |
| Sekretær                          | Inger Teien            |
| Mand som overvåger på Høye Nord   | Alf Malland            |
| Pelshandler                       | Jan Pande-Rolfsen      |
| Sikkerhedsvagt                    | Tom Tellefsen          |
| Bodyguard                         | Arne Lindter Næss      |
| Psykolog                          | Knut Bohwim            |
| Mand som tegner livsforsikring    | Ulf Wengård            |
| Dame med et frækt barn            | Liv Schacke            |
| Renøringspige                     | Kari-Laila Thorsen     |
| Kemikaliechauffør                 | Kurt Ravn              |